# Zaim (stație c.f.), Căușeni
Zaim este un sat-stație de cale ferată din cadrul comunei Zaim din Raionul Căușeni, Republica Moldova.

## Demografie

### Structura etnică
Structura etnică a localității conform recensământului populației din 2004:
| Grup etnic                                               | Populație | % Procentaj   |
| -------------------------------------------------------- | --------- | ------------- |
| Băștinași declarați Moldoveni Băștinași declarați Români | 35 6      | 76,09% 13,04% |
| Ruși                                                     | 2         | 4,35%         |
| Ucraineni                                                | 2         | 4,35%         |
| Găgăuzi                                                  | 1         | 2,17%         |
| Total                                                    | 46        |               |